# Justin Kluivert
Justin Kluivert (født 5. maj 1999 i Amsterdam, Holland) er en hollandsk fodboldspiller, som spiller på kanten i den engelske klub AFC Bournemouth.
Justin Kluivert er søn af den tidligere hollandske landsholdsspiller Patrick Kluivert og barnebarn af den tidligere surinamesiske fodboldspiller Kenneth Kluivert.